# Gargantua și Pantagruel
Gargantua și Pantagruel este un roman scris în secolul al XVI-lea de François Rabelais.
Este format din cărțile următoare:
- Pantagruel (Lyon, 1532) [Les horribles et épouvantables faits et prouesses du très renommé Pantagruel, roi des Dipsodes, fils du grand géant Gargantua (Groaznicele și înspăimântătoarele fapte și isprăvi ale preavestitului Pantagruel, rege al Dipsozilor, feciorul marelui uriaș Gargantua)]
- La vie très horrifique du grand Gargantua, père de Pantagruel (Viața extrem de înfricoșătoare a marelui Gargantua, tatăl lui Pantagruel) (Lyon, 1534), uzual numită simplu Gargantua
- Le Tiers Livre (1546)
- Le Quart Livre (1552)
- Le Cinquiesme Livre (c. 1564) (atribuirea lui Rabelais este dezbătută)

## Vezi și
- Listă de scrieri utopice